# Bạc xỉu

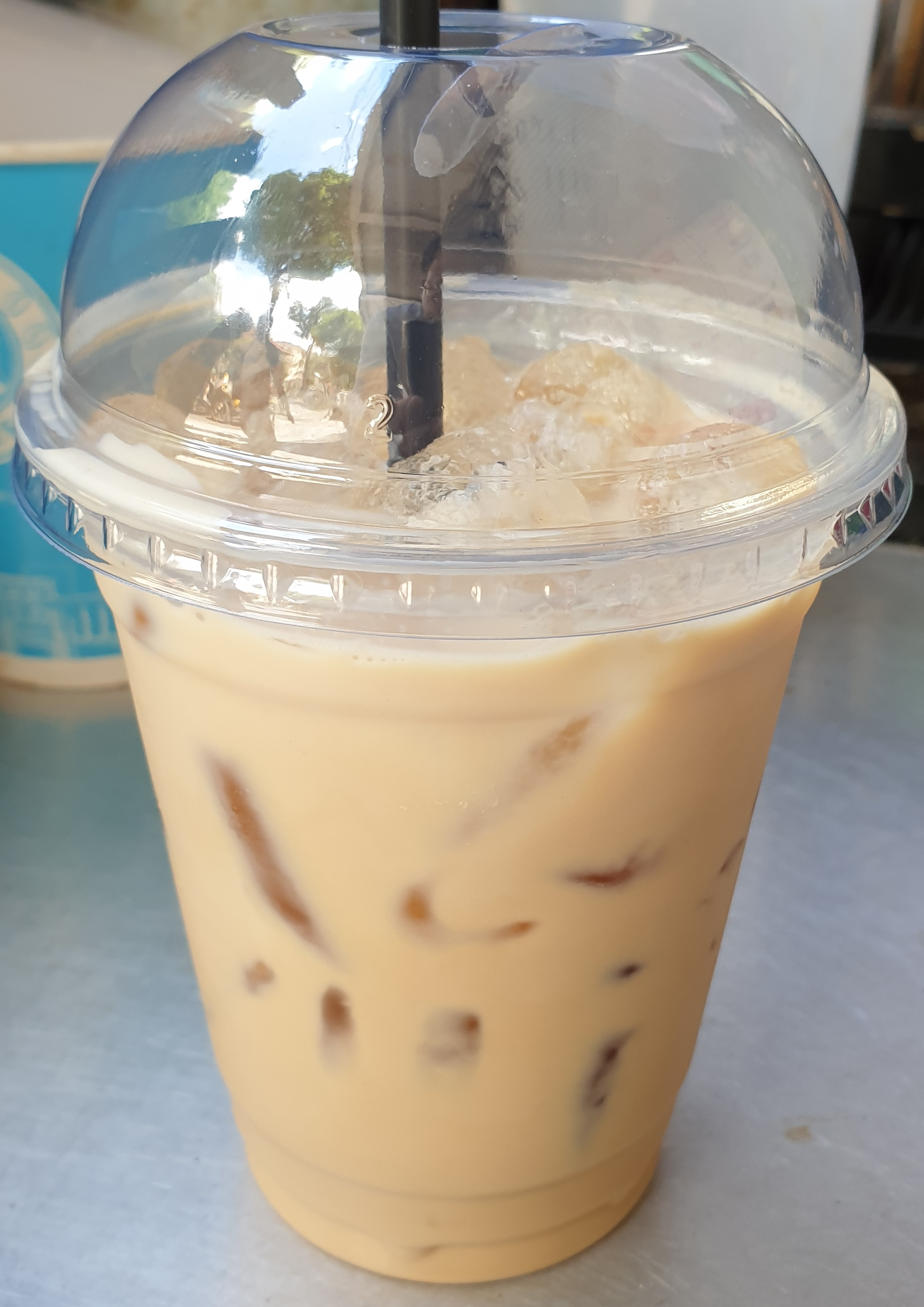
Một ly bạc xỉu sữa đá

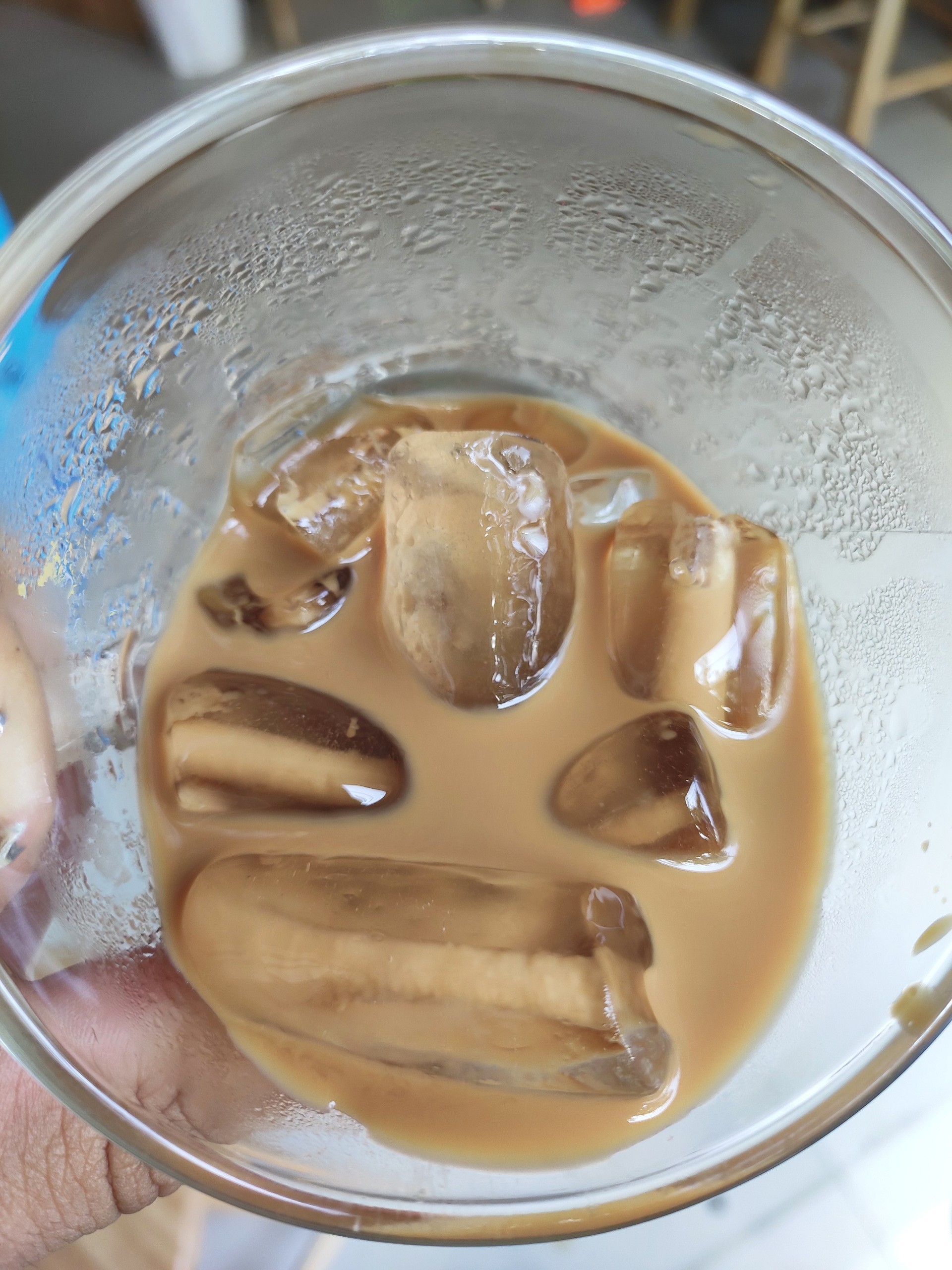
Một dạng bạc xỉu của Việt Nam

Bạc xỉu hay bạc sỉu là một món đồ uống có nguồn gốc từ người Hoa sống ở vùng Sài Gòn-Chợ Lớn những năm thập niên 1950-1960 và là món thức uống phổ biến ở khu vực này và các vùng xung quanh. Bạc xỉu khá giống với cà phê sữa nhưng chỉ khác ở chỗ nếu cà phê sữa thì phần cà phê nhiều hơn phần sữa thì bạc xỉu lại ngược lại là phần sữa nhiều hơn phần cà phê, vì vậy bạc xỉu còn được gọi là cà phê trắng.

## Tên gọi
Bạc xỉu là từ của tiếng Quảng Đông, thứ ngôn ngữ người Hoa dùng phổ biến tại khu buôn bán ở Sài Gòn - Chợ Lớn thời bấy giờ. "Bạc xỉu" được gọi đầy đủ là "bạc tẩy xỉu phé", bạc (白, bạch) là màu trắng, tẩy (底, để) là cái ly, xỉu (小, tiểu hay 少, thiểu) là một chút, và phé (啡, phi viết tắt của 咖啡 gia phi) là cà phê, ý nói món đồ uống từ sữa nóng, pha thêm chút cà phê.
Cách pha bạc xỉu phổ biến hiện nay có 2 cách pha nóng và đá, sao cho phân tầng sữa và cà phê nhưng có thể dễ dàng khuấy tan đều để thưởng thức
- Pha nóng: tầng bên dưới là sữa đặc, tầng giữa là sữa tươi đánh bọt, bên trên tưới một ít cà phê nóng đậm đặc để tạo màu và mùi hương.
- Pha đá: đá viên trộn đều với sữa đặc, sau đó tưới một lượng sữa tươi vừa phải (thường là vừa đủ ngập các viên đá). Cà phê đậm đặc đánh bọt mịn và tưới lên trên cùng.